# Atletismo nos Jogos Para-Sul-Americanos de 2014
As competições de atletismo nos Jogos Para Sul-Americanos de 2014 ocorreram entre os dias 27 e 30 de março no Estádio Nacional de Chile, em Santiago.
Assim como no atletismo convencional, são disputadas provas de pista, campo e estrada. Participaram atletas dos mais variados tipos de deficiência como deficientes visuais, paralisados cerebrais, atletas cadeirantes, anões e atletas com amputação. Para haver maior equilíbrio nas competições, os atletas são divididos em classes. A letras T (track) e F (field) definem o tipo da prova. O número define a deficiência sofrida pelos atletas:
- 11 a 13: Atletas com deficiência visual. Atletas das classe 11 são cegos totais e precisam do auxílio de um atleta-guia para competir. O guia é opcional para atletas da classe 12. Para a classe T13, o uso do guia é dispensado;
- 20: deficientes mentais;
- 31 a 38: Atletas que sofrem de qualquer tipo de paralisia cerebral. As classes que vão do 31 a 34 são reservadas para paralisados cerebrais que também sejam cadeirantes;
- 40: Classe reservadas para atletas que sofrem de nanismo e outras deficiências;
- 41 a 46: Nessa classe competem atletas que sofrem de qualquer tipo de amputação;
- 51 a 58: Competem nessa classe atletas que competem usando cadeiras especiais. São atletas com sequelas de poliomielite, lesões medulares ou amputações mais graves.

## Calendário
| ● | Classificação | ● | Competições | ● | Finais |

| Março     | S  | T  | Q  | Q  | S  | S  | D  | T  |
| Março     | 24 | 25 | 26 | 27 | 28 | 29 | 30 | T  |
| --------- | -- | -- | -- | -- | -- | -- | -- | -- |
| Atletismo |    |    |    | 22 | 25 | 22 | 23 | 92 |

## Medalhistas
Masculino
| Evento                                    | Ouro                              | Prata                      | Bronze                            |
| 100 metros T11 detalhes                   | VEN Jesus Diaz                    | COL José Belisario         | PER Mark Borda                    |
| 100 metros T12 detalhes                   | BRA Diogo Jerônimo                | ARG Marcelo Aguilar        | COL Alexander Piamba              |
| 100 metros T13 detalhes                   | BRA Davi Souza                    | Indefinido                 | Indefinido                        |
| 100 metros T36 detalhes                   | ARG Enrique Rotondo               | COL José Florez            | COL Juan Moreno                   |
| 100 metros T37 detalhes                   | VEN Omar Monterola                | ARG Daniel Tararen         | BRA Diogo Jerônimo                |
| 100 metros T38 detalhes                   | COL Weiner Diaz                   | Indefinido                 | Indefinido                        |
| 100 metros T44-47 detalhes                | BRA Santos Petrucio F. dos Santos | ARG Lucas Schonfeld        | COL Gustavo Ceballos              |
| 100 metros T53 detalhes                   | VEN Jesus Diaz                    | VEN Jesus Aguilar          | CHI Patrício Bravo                |
| 100 metros T54 detalhes                   | VEN Juan Valladares               | COL Sairo Fernandez        | COL Javier Rojas                  |
| 200 metros T11 detalhes                   | VEN Jesus Diaz                    | VEN Carlos Paredes         | PER Mark Borda                    |
| 200 metros T12 detalhes                   | BRA Diogo Jerônimo da Silva       | ARG Marcelo Aguilar        | COL Alexander Piamba              |
| 200 metros T36 detalhes                   | ARG Enrique Rotondo               | COL José Florez            | COL Juan Moreno                   |
| 200 metros T37-38 detalhes                | VEN Omar Monterola                | COL Weiner Díaz            | BRA Carlos Batista                |
| 200 metros T44-47 detalhes                | BRA Santos Petrucio F. dos Santos | COL Gustavo Ceballos       | ARG Kevin Insaurralde             |
| 200 metros T53 detalhes                   | VEN Jesús Aguilar                 | COL Edisson Martinez       | CHI Patricio Bravo                |
| 200 metros T54 detalhes                   | COL Sairo Fernandez               | VEN Juan Valladares        | COL Javier Rojas                  |
| 400 metros T11 detalhes                   | VEN Carlos Paredes                | COL William Sosa           | Indefinido                        |
| 400 metros T12 detalhes                   | BRA Renato Caetano de Oliveira    | ARG Eduardo Aguilar        | COL Alexander Piamba              |
| 400 metros T13 detalhes                   | BRA Davi Souza                    | CHI Joel Jimenez           | COL Brayan Parra                  |
| 400 metros T20 detalhes                   | VEN Luis Paiva                    | VEN Pirela Edixon          | ECU marlon Matabay                |
| 400 metros T36 detalhes                   | COL Juan Moreno                   | ARG Rotondo Enrique        | ARG Paul Cantero                  |
| 400 metros T37 detalhes                   | VEN Omar Monterola                | BRA Carlos Batista         | Indefinido                        |
| 400 metros T44/45/46/47 detalhes          | VEN Samuel Colmenares             | COL Gustavo Ceballos       | Indefinido                        |
| 400 metros T54 detalhes                   | VEN Juan Valladares               | COL Javier Rojas           | COL Sairo Fernandez               |
| 800 metros T12 detalhes                   | CHI Margarita Faundez             | VEN Isabel Osorio          | Indefinido                        |
| 800 metros T38 detalhes                   | ARG Mariano Dominguez             | VEN José Zambrano          | Indefinido                        |
| 800 metros T54 detalhes                   | VEN Juan Valladares               | COL Sairo Fernandez        | COL Javier Rojas                  |
| 1500 metros T11 detalhes                  | CHI Cristian Valenzuela           | COL William Sosa           | CHI Luis Gutierrez                |
| 1500 metros T12 detalhes                  | VEN Roger Rodríguez               | ECU Sixto Moreta           | COL Elkin Serna                   |
| 1500 metros T13 detalhes                  | CHI Jonathan Parra                | Indefinido                 | Indefinido                        |
| 1500 metros T20 detalhes                  | VEN Luis Paiva                    | ARG Jorge Madril           | VEN Jovito Rodríguez              |
| 1500 metros T38 detalhes                  | ARG Mariano Dominguez             | VEN Ernesto López          | Indefinido                        |
| 1500 metros T54 detalhes                  | VEN Juan Valladares               | COL Sairo Fernandez        | COL Javier Rojas                  |
| 5000 metros T11 detalhes                  | CHI Cristian Valenzuela           | COL William Sosa           | CHI Luis Gutierrez                |
| 5000 metros T12 detalhes                  | VEN Rodriguez Rojer               | COL Serna Elkin            | ARG Santero José                  |
| 5000 metros T54 detalhes                  | VEN Juan Valladares               | COL Javier Rojas           | COL Edisson Martinez              |
| Salto em distância T11/12 detalhes        | BRA Diogo Jerônimo da Silva       | VEN Yoldani Silva          | ARG Marcelo Aguilar               |
| Salto em distância T36-38 detalhes        | ARG Daniel Tataren                | BRA Jonatan Silva          | VEN Jorge Corredor                |
| Salto em distância T45/46/45 detalhes     | ARG Matías Puebla                 | ARG Lucas Schonfeld        | BRA Santos Petrucio F. dos Santos |
| Salto triplo T11-12 detalhes              | BRA Diogo Jerônimo da Silva       | VEN Yoldani Silva          | ARG Marcelo Aguilar               |
| Salto triplo T45-46-47 detalhes           | ARG Puebla Matías                 | ARG Lucas Schonfeld        | BRA Santos Petrucio F. dos Santos |
| Arremesso de peso F11 detalhes            | COL Edwin Rodriguez               | VEN Anibal Bello           | ARG Sebástian Baldassari          |
| Arremesso de peso F12/13 detalhes         | VEN Jose Esculpi                  | ARG Antonio Rodas          | ARG Jonathan Marín                |
| Arremesso de peso F33/34/54-57 detalhes   | COL José Zuluaga                  | COL Valencia Mauricio      | COL Fernando Mina                 |
| Arremesso de peso F36-38 detalhes         | ARG Leandro Ricci                 | BRA João Teixeira de Sousa | ARG Hugo Lemus                    |
| Arremesso de disco F11/12 detalhes        | ARG Sergio Paz                    | COL Edwin Rodrigues        | ARG Sebastián Baldassari          |
| Arremesso de disco F35/36 detalhes        | ARG Hernan Urra                   | Indefinido                 | Indefinido                        |
| Arremesso de disco F37/38 detalhes        | ARG Leandro Ricci                 | BRA João Teixeira de Sousa | ARG Hugo Lemus                    |
| Arremesso de disco F54-57 detalhes        | COL Alexander Perdomo             | COL Fernando Mina          | COL José Zuluaga                  |
| Lançamento de dardo F11/12 detalhes       | COL José Belizario                | COL Eduardo Franco         | VEN Anibal Bello                  |
| Lançamento de dardo F36/38 detalhes       | COL Jean Vergana                  | BRA João Teixeira de Sousa | Indefinido                        |
| Lançamento de dardo F33/34/54-57 detalhes | COL Fernando Mina                 | COL Mauricio Valencia      | COL Diego Argote                  |
| Lançamento de dardo F42/44/46 detalhes    | COL Gustavo Ceballos              | ARG Matias Puebla          | ARG Nahuel Arroyo                 |

Feminino
| Evento                              | Ouro                             | Prata                          | Bronze                          |
| 100 metros T11/12 detalhes          | BRA Alice de Oliveira Corrêa     | BRA Lorena Salvatini Spoladore | BRA Thalita Vitória S. da Silva |
| 100 metros T35/38 detalhes          | BRA Veronica Hipólito            | Indefinido                     | Indefinido                      |
| 100 metros T36 detalhes             | BRA Tascitha Oliveira            | ARG Yanina Martinez            | COL Martha Hernandez            |
| 100 metros T37 detalhes             | BRA Suélen Marcheski de Oliveira | ARG Liz Scaroni                | VEN Berliana Castellano         |
| 100 metros T53/54 detalhes          | ARG Valeria Jara                 | COL Greci Pineda               | VEN Yadira Soturno              |
| 200 metros T11/12 detalhes          | BRA Alice Corrêa de Oliveira     | BRA Thalita Simplício da Silva | BRA Lorena Salvatini            |
| 200 metros T35/38 detalhes          | BRA Verônica Hipolito            | Indefinido                     | Indefinido                      |
| 200 metros T36 detalhes             | BRA Tascitha Oliveira            | ARG Yanina Martínez            | COL Martha Hernández            |
| 200 metros T37 detalhes             | ARG Liz Scaroni                  | BRA Taise Zimmermann           | VEN Berliana Castellano         |
| 200 metros T52/53/54 detalhes       | ARG Valeria Jara                 | VEN Yadira Soturno             | VEN María Hernández             |
| 400 metros T54 detalhes             | ARG Valeria Jara                 | VEN Yadira Soturno             | COL Greci Pineda                |
| 800 metros T12 detalhes             | CHI Margarita Faundez            | VEN Isabel Osorio              | Indefinido                      |
| Salto em distância T20 detalhes     | BRA Adriele de Moraes            | BRA Norkelys Gonzalez          | VEN Rossana Diaz                |
| Salto em altura F11/12 detalhes     | ARG Mariela Almada               | VEN Yuclesy Pinto              | COL Daisy Tineo                 |
| Salto em altura F35-38 detalhes     | VEN Yomaira Cohen                | COL Dahianna Hernández         | Indefinido                      |
| Salto em altura F53-57 detalhes     | COL Yanive Torres                | COL Yenifer Paredes            | VEN Ines Zolorzano              |
| Arremesso de disco F11-12 detalhes  | ARG Debora Molina                | ARG Mariela Almada             | COL Daysi Tineo                 |
| Arremesso de disco F35-37 detalhes  | COL Dahiana Hernandez            | VEN Cohen Yoimara              | Indefinido                      |
| Lançamento de dardo F53-57 detalhes | COL Yanive Torres                | COL Yenifer Paredes            | BRA Raissa Rocha Machado        |

## Quadro de medalhas
País-sede destacado
| Ordem | País      | Medalha de ouro | Medalha de prata | Medalha de bronze | Total |
| ----- | --------- | --------------- | ---------------- | ----------------- | ----- |
| 1     | Venezuela | 20              | 15               | 9                 | 44    |
| 2     | Argentina | 17              | 15               | 11                | 43    |
| 3     | Brasil    | 17              | 9                | 7                 | 33    |
| 4     | Colômbia  | 13              | 25               | 22                | 60    |
| 5     | Chile     | 5               | 1                | 4                 | 10    |
| 6     | Equador   |                 | 1                | 1                 | 2     |
| 7     | Peru      |                 |                  | 2                 | 2     |
| 8     | Uruguai   |                 |                  |                   | 0     |
| TOTAL | TOTAL     | 72              | 66               | 56                | 194   |